# Girocupularrotonda pentagonal elongada
En geometría, la girocupularrotonda pentagonal elongada es uno de los sólidos de Johnson (J41). Como sugiere su nombre, puede construirse elongando una girocupularrotonda pentagonal (J33) insertando un prisma decagonal entre sus mitades. Al rotar bien la cúpula pentagonal (J5) o la rotonda pentagonal (J6) 36 grados respecto de la otra antes de insertar el prisma, se obtiene una ortocupularrotonda pentagonal elongada (J40).
Los 92 sólidos de Johnson fueron nombrados y descritos por Norman Johnson en 1966.